# Copa do Mundo de ciclismo em pista de 2014-2015
A Copa do Mundo de ciclismo em pista de 2014-2015 é uma competição organizada pela UCI que reagrupa várias provas de ciclismo em pista. A temporada começou a 7 de novembro de 2014 e terminou a 18 de janeiro de 2015. Para esta temporada foram programadas três séries.
Na classificação por nações, a Grã-Bretanha é a detentora do título.

## Calendário
| Data                     | Lugar       |
| ------------------------ | ----------- |
| 8-9 de novembro de 2014  | Guadalajara |
| 5-7 de dezembro de 2014  | Londres     |
| 17-18 de janeiro de 2015 | Cali        |

## Classificação por nações
| Faixa | País/Equipa   | Manga 1 | Manga 2 | Manga 3 | Total  |
| ----- | ------------- | ------- | ------- | ------- | ------ |
| 1     | Alemanha      | 1363.5  | 1609.0  | 1065.0  | 4037.5 |
| 2     | Reino Unido   | 1380.0  | 1424.0  | 900.0   | 3704.0 |
| 3     | Austrália     | 1450.5  | 797.0   | 1151.0  | 3398.5 |
| 4     | Países Baixos | 895.5   | 1001.0  | 1289.5  | 3186.0 |
| 5     | Nova Zelândia | 1068.0  | 1130.0  | 825.0   | 3023.0 |
| 6     | Rússia        | 1003.0  | 1070.5  | 943.0   | 3016.5 |
| 7     | China         | 698.5   | 1042.0  | 821.5   | 2562.0 |
| 8     | França        | 639.0   | 761.5   | 973.0   | 2373.5 |
| 9     | Colômbia      | 791.0   | 696.0   | 877.0   | 2364.0 |
| 10    | Espanha       | 682.0   | 515.5   | 825.0   | 2022.5 |

## Homens

### Keirin

#### Resultados
| Lugar       | Vencedor         | Segundo          | Terceiro           |
| ----------- | ---------------- | ---------------- | ------------------ |
| Guadalajara | Joachim Eilers   | Matthew Glaetzer | Fabián Puerta      |
| Londres     | Stefan Bötticher | Fabián Puerta    | Christos Volikakis |
| Cali        | Fabián Puerta    | Shane Perkins    | Matthew Baranoski  |

#### Classificação
| Pos. | Corredor           | Gua | Lon | Cali | Pts |
| 1.   | Fabián Puerta      | 120 | 135 | 150  | 405 |
| 2.   | Christos Volikakis | 1   | 120 | 113  | 234 |
| 3.   | Matthew Baranoski  | 49  | 60  | 120  | 229 |
| 4.   | Kazunari Watanabe  | 30  | 105 | 82   | 217 |
| 5.   | Jason Kenny        | 113 | 98  |      | 211 |
| 6.   | Kamil Kuczynski    | 98  |     | 90   | 188 |
| 7.   | Nikita Shurshin    | 105 | 74  |      | 179 |
| 8.   | Stefan Bötticher   |     | 150 |      | 150 |
| 9.   | Joachim Eilers     | 150 |     |      | 150 |
| 10.  | Matthijs Büchli    | 90  |     | 49   | 139 |

### Velocidade

#### Resultados
| Lugar       | Vencedor         | Segundo          | Terceiro        |
| ----------- | ---------------- | ---------------- | --------------- |
| Guadalajara | Matthew Glaetzer | Jason Kenny      | Fabián Puerta   |
| Londres     | Jeffrey Hoogland | Fabián Puerta    | Hersony Canelon |
| Cali        | Denis Dmitriev   | Jeffrey Hoogland | Fabián Puerta   |

#### Classificação
| Pos. | Corredor          | Gua | Lon | Cali | Pts |
| 1.   | Fabián Puerta     | 120 | 135 | 120  | 375 |
| 2.   | Jeffrey Hoogland  |     | 150 | 135  | 285 |
| 3.   | Hersony Canelón   | 66  | 120 | 74   | 260 |
| 4.   | Matthew Glaetzer  | 150 | 74  |      | 224 |
| 5.   | Denis Dmitriev    |     | 54  | 150  | 204 |
| 6.   | Robert Förstemann | 105 | 82  |      | 187 |
| 7.   | Pavel Kelemen     | 82  | 42  | 60   | 184 |
| 8.   | Sam Webster       | 113 | 60  |      | 173 |
| 9.   | Nikita Shurshin   | 74  | 90  |      | 164 |
| 10.  | Stefan Bötticher  | 54  | 105 |      | 159 |

### Velocidade por equipas

#### Resultadas
| Lugar       | Vencedor                                                    | Segundo                                                        | Terceiro                                                          |
| ----------- | ----------------------------------------------------------- | -------------------------------------------------------------- | ----------------------------------------------------------------- |
| Guadalajara | Reino Unido · Philip Hindes · Jason Kenny · Callum Skinner  | Alemanha · Robert Förstemann · Joachim Eilers · Eric Engler    | Nova Zelândia · Ethan Mitchell · Sam Webster · Edward Dawkins     |
| Londres     | Alemanha · Joachim Eilers · Robert Förstemann · René Enders | Team Jayco-Ais Matthew Glaetzer Shane Perkins Nathan Hart      | Nova Zelândia · Edward Dawkins · Ethan Mitchell · Sam Webster     |
| Cali        | França · Grégory Baugé · Kévin Sireau · Quentin Lafargue    | Países Baixos · Jeffrey Hoogland · Hugo Haak · Matthijs Büchli | Polónia · Grzegorz Drejgier · Damian Zielinski · Krzysztof Maksel |

#### Classificação
| Pos. | Equipa        | Gua   | Lon   | Cali  | Pts   |
| 1.   | França        | 147,0 | 169,6 | 225,0 | 541,5 |
| 2.   | Países Baixos | 169,5 | 147,0 | 202,5 | 519,0 |
| 3.   | Reino Unido   | 225,0 | 135,0 | 147,0 | 507,0 |
| 4.   | Alemanha      | 202,5 | 225,0 | 54,0  | 481,5 |
| 5.   | Nova Zelândia | 180,0 | 180,0 | 111,0 | 471,0 |
| 6.   | Venezuela     | 135,0 | 123,0 | 157,5 | 415,5 |
| 7.   | Polónia       | 99,0  | 111,0 | 180,0 | 390,0 |
| 8.   | Rússia        | 81,0  | 157,5 | 135,0 | 373,5 |
| 9.   | Colômbia      | 123,0 | 90,0  | 90,0  | 303,0 |
| 10.  | Coreia do Sul | 111,0 | 63,0  | 123,0 | 297,0 |

### Perseguição por equipas

#### Resultadas
| Lugar       | Vencedor                                                                    | Segundo                                                                            | Terceiro                                                                                         |
| ----------- | --------------------------------------------------------------------------- | ---------------------------------------------------------------------------------- | ------------------------------------------------------------------------------------------------ |
| Guadalajara | Austrália · Daniel Fitter · Alexander Porter · Miles Scotson · Sam Welsford | Reino Unido · Jonathan Dibben · Steven Burke · Andrew Tennant · Mark Christian     | Alemanha · Henning Bommel · Theo Reinhardt · Leon Rohde · Kersten Thiele                         |
| Londres     | Reino Unido · Steven Burke · Mark Christian · Owain Doull · Andrew Tennant  | Nova Zelândia · Pieter Bulling · Westley Gough · Cameron Karwowski · Myron Simpson | Dinamarca · Casper Pedersen · Lasse Norman Hansen · Rasmus Christian Quaade · Casper Von Folsach |
| Cali        | Austrália · Scott Law · Joshua Harrison · Jackson Law · Tirian McManus      | Rusvelo Artur Ershov Alexander Evtushenko Alexey Kurbatov Alexander Serov          | Reino Unido · Germain Burton · Matthew Gibson · Christopher Latham · Mark Stewart                |

#### Classificação
| Pos. | Equipa        | Gua | Lon | Cali | Pts |
| 1.   | Reino Unido   | 270 | 300 | 240  | 810 |
| 2.   | Austrália     | 300 | 180 | 300  | 780 |
| 3.   | Dinamarca     | 196 | 240 | 226  | 662 |
| 4.   | Alemanha      | 226 | 164 | 210  | 600 |
| 5.   | Nova Zelândia | 210 | 270 | 98   | 578 |
| 6.   | Suíça         | 240 | 226 | 84   | 550 |
| 7.   | Países Baixos | 164 | 210 | 148  | 522 |
| 8.   | Espanha       | 180 | 60  | 196  | 436 |
| 9.   | Rússia        | 108 | 148 | 164  | 420 |
| 10.  | Bélgica       | 90  | 132 | 180  | 402 |

### Corrida por pontos
| Lugar   | Vencedor    | Segundo         | Terceiro          |
| ------- | ----------- | --------------- | ----------------- |
| Londres | Eloy Teruel | Kenny De Ketele | Eduardo Sepúlveda |

### Americana
| Lugar   | Vencedor                                   | Segundo                                        | Terceiro                                   |
| ------- | ------------------------------------------ | ---------------------------------------------- | ------------------------------------------ |
| Londres | Reino Unido · Mark Christian · Owain Doull | Nova Zelândia · Pieter Bulling · Westley Gough | Alemanha · Henning Bommel · Theo Reinhardt |

### Omnium

#### Resultados
| Lugar       | Vencedor         | Segundo         | Terceiro   |
| ----------- | ---------------- | --------------- | ---------- |
| Guadalajara | Lucas Liss       | Glenn O'Shea    | Bobby Lea  |
| Londres     | Fernando Gaviria | Scott Law       | Bobby Lea  |
| Cali        | Maximilian Beyer | Jasper De Buyst | Gaël Suter |

#### Classificação
| Pos. | Corredor          | Gua | Lon | Cali | Pts |
| 1.   | Casper Pedersen   | 105 | 74  | 90   | 269 |
| 2.   | Jasper De Buyst   | 24  | 82  | 135  | 241 |
| 3.   | Bobby Lea         | 120 | 120 |      | 240 |
| 4.   | Tim Veldt         |     | 113 | 113  | 226 |
| 5.   | Maximilian Beyer  |     | 74  | 150  | 224 |
| 6.   | Thomas Boudat     |     | 105 | 105  | 210 |
| 7.   | Raman Tsishkou    | 90  | 60  |      | 150 |
| 8.   | Cameron Karwowski | 60  |     | 98   | 158 |
| 9.   | Liu Hao           | 42  | 49  | 60   | 151 |
| 10.  | Fernando Gaviria  |     | 150 |      | 150 |

## Mulheres

### Keirin

#### Resultados
| Lugar       | Vencedor    | Segundo             | Terceiro         |
| ----------- | ----------- | ------------------- | ---------------- |
| Guadalajara | Guo Shuang  | Zhong Tianshi       | Anna Meares      |
| Londres     | Guo Shuang  | Kristina Vogel      | Lee Hyejin       |
| Cali        | Junhong Lin | Shanne Braspennincx | Melissa Erickson |

#### Classificação
| Pos. | Corredora                 | Gua | Lon | Cali | Pts |
| 1.   | Guo Shuang                | 150 | 150 | 150  | 450 |
| 2.   | Lee Wai-sze               | 49  | 113 | 90   | 252 |
| 3.   | Zhong Tianshi             | 135 | 98  |      | 233 |
| 4.   | Junhong Lin               | 30  | 54  | 135  | 219 |
| 5.   | Jessica Varnish           | 49  | 105 | 49   | 203 |
| 6.   | Anna Meares               | 120 | 82  |      | 202 |
| 7.   | Lee Hyejin                | 30  | 120 | 49   | 199 |
| 8.   | Simona Krupeckaitė        | 98  | 90  |      | 188 |
| 9.   | Monique Sullivan          | 66  | 30  | 82   | 178 |
| 10.  | Lisandra Guerra Rodriguez | 49  | 49  | 74   | 172 |

### Velocidade

#### Resultados
| Lugar       | Vencedor          | Segundo           | Terceiro        |
| ----------- | ----------------- | ----------------- | --------------- |
| Guadalajara | Anastasia Voinova | Guo Shuang        | Lisandra Guerra |
| Londres     | Kristina Vogel    | Anastasia Voinova | Elis Ligtlee    |
| Cali        | Elis Ligtlee      | Guo Shuang        | Lee Wai-sze     |

#### Classificação
| Pos. | Corredora           | Gua | Lon | Cali | Pts |
| 1.   | Elis Ligtlee        | 113 | 120 | 150  | 383 |
| 2.   | Guo Shuang          | 135 | 105 | 135  | 375 |
| 3.   | Lee Wai-sze         | 90  | 90  | 120  | 300 |
| 4.   | Anastasia Voinova   | 150 | 135 |      | 285 |
| 5.   | Lisandra Guerra     | 120 | 33  | 82   | 235 |
| 6.   | Olga Ismayilova     | 74  | 54  | 105  | 233 |
| 7.   | Victoria Williamson | 66  | 45  | 98   | 209 |
| 8.   | Anna Meares         | 105 | 98  |      | 203 |
| 9.   | Jessica Varnish     | 49  | 60  | 90   | 199 |
| 10.  | Zhong Tianshi       | 82  | 113 |      | 195 |

### Velocidade por equipas

#### Resultadas
| Lugar       | Vencedor                                        | Segundo                                            | Terceiro                                        |
| ----------- | ----------------------------------------------- | -------------------------------------------------- | ----------------------------------------------- |
| Guadalajara | Austrália · Kaarle McCulloch · Stephanie Morton | Alemanha · Gudrun Stock · Miriam Welte             | Rússia · Daria Shmeleva · Anastasia Voinova     |
| Londres     | China · Zhong Tianshi · Gong Jinjie             | Alemanha · Kristina Vogel · Miriam Welte           | Rússia · Ekaterina Gnidenko · Anastasia Voinova |
| Cali        | Rússia · Daria Shmeleva · Ekaterina Gnidenko    | Países Baixos · Elis Ligtlee · Shanne Braspennincx | Espanha · Tania Calvo · Helena Casas            |

#### Classificação
| Pos. | Equipa        | Gua | Lon | Cali | Pts |
| 1.   | Rússia        | 120 | 120 | 150  | 390 |
| 2.   | Países Baixos | 113 | 90  | 135  | 338 |
| 3.   | Espanha       | 105 | 82  | 120  | 307 |
| 4.   | Alemanha      | 135 | 135 | 36   | 306 |
| 5.   | França        | 98  | 98  | 98   | 294 |
| 6.   | Reino Unido   | 74  | 105 | 105  | 284 |
| 7.   | Nova Zelândia | 99  | 66  | 113  | 269 |
| 8.   | Austrália     | 150 | -   | 90   | 240 |
| 9.   | China         | 21  | 150 | 54   | 225 |
| 10.  | Colômbia      | 82  | 33  | 60   | 175 |

### Perseguição por equipas

#### Resultadas
| Lugar       | Vencedor                                                                       | Segundo                                                                      | Terceiro                                                                       |
| ----------- | ------------------------------------------------------------------------------ | ---------------------------------------------------------------------------- | ------------------------------------------------------------------------------ |
| Guadalajara | Reino Unido · Laura Trott · Elinor Barker · Ciara Horne · Amy Roberts          | Canadá · Allison Beveridge · Jasmin Glaesser · Kirsti Lay · Stephanie Roorda | China · Huang Dong Yan · Jing Yali · Jiang Wenwen · Zhao Baofang               |
| Londres     | Reino Unido · Katie Archibald · Laura Trott · Elinor Barker · Ciara Horne      | Austrália · Isabella King · Ashlee Ankudinoff · Amy Cure · Melissa Hoskins   | Canadá · Allison Beveridge · Jasmin Glaesser · Kirsti Lay · Stephanie Roorda   |
| Cali        | Austrália · Macey Stewart · Elissa Wundersitz · Alexandra Manly · Lauren Perry | China · Huang Dong Yan · Jin Di · Liang Hongyu · Zhao Baofang                | Estados Unidos · Carmen Small · Lauren Tamayo · Jennifer Valente · Ruth Winder |

#### Classificação
| Pos. | Equipa         | Gua | Lon | Cali | Pts |
| 1.   | Austrália      | 210 | 270 | 300  | 780 |
| 2.   | China          | 240 | 226 | 270  | 736 |
| 3.   | Reino Unido    | 300 | 300 |      | 600 |
| 4.   | Nova Zelândia  | 226 | 210 | 164  | 600 |
| 5.   | Canadá         | 270 | 240 | 84   | 594 |
| 6.   | Alemanha       | 164 | 196 | 210  | 570 |
| 7.   | Itália         | 180 | 148 | 226  | 554 |
| 8.   | Bielorrússia   | 120 | 120 | 196  | 436 |
| 9.   | Rússia         | 132 | 180 | 78   | 390 |
| 10.  | Estados Unidos | 148 |     | 240  | 388 |

### Scratch
| Lugar   | Vencedor       | Segundo         | Terceiro            |
| ------- | -------------- | --------------- | ------------------- |
| Londres | Milena Salcedo | Lauren Stephens | Katarzyna Pawłowska |

### Corrida por pontos
| Lugar   | Vencedor | Segundo         | Terceiro      |
| ------- | -------- | --------------- | ------------- |
| Londres | Amy Cure | Jasmin Glaesser | Elinor Barker |

### Omnium

#### Resultados
| Lugar       | Vencedor       | Segundo         | Terceiro           |
| ----------- | -------------- | --------------- | ------------------ |
| Guadalajara | Jolien D'Hoore | Marlies Mejías  | Malgorzata Wojtyra |
| Londres     | Laura Trott    | Jolien D'Hoore  | Kirsten Wild       |
| Cali        | Kirsten Wild   | Leire Olaberría | Anna Knauer        |

#### Classificação
| Pos. | Corredora           | Gua | Lon | Cali | Pts |
| 1.   | Kirsten Wild        | 105 | 120 | 150  | 375 |
| 2.   | Marlies Mejías      | 135 | 105 | 113  | 353 |
| 3.   | Jolien D'Hoore      | 150 | 135 |      | 285 |
| 4.   | Amalie Dideriksen   | 113 | 82  | 90   | 285 |
| 5.   | Anna Knauer         | 90  | 66  | 120  | 276 |
| 6.   | Meułgorzata Wojtyra | 120 | 90  |      | 210 |
| 7.   | Leire Olaberría     |     | 54  | 135  | 189 |
| 8.   | Simona Frapporti    | 74  |     | 105  | 179 |
| 9.   | Racquel Sheath      | 60  | 30  | 74   | 164 |
| 10.  | Laura Trott         |     | 150 |      | 150 |